# (32802) 1990 SK
(32802) 1990 SK là một tiểu hành tinh vành đai chính. Nó được phát hiện bởi Robert H. McNaught ở Đài thiên văn Siding Spring ở Coonabarabran, New South Wales, Australia, ngày 20 tháng 9 năm 1990.